# Европске квалификације за Светско првенство у кошарци 2019.
Европске квалификације за Светско првенство у кошарци 2019. су квалификације за Светско првенство 2019. године које ће се одржавати у Кини, организоване су од стране Међународне кошаркашке федерације ФИБА и од контролног органа кошарке у Европи ФИБА Европа. Почеле су на лето 2017. године и завршавају се у фебруару 2019. године. За разлику од претходних квалификација, ниједан тим није аутоматски отишао на Светско првенство, тако да се све репрезентације морају такмичити у квалификацијама.

## Пласман на Светско првенство
Репрезентације које су се пласирале на Светско првенство су:
| Поз. | Репрезентација | Датум               | Укупно наступа |
| ---- | -------------- | ------------------- | -------------- |
| 1.   | Грчка          | 16. септембар 2018. | 8              |
| 2.   | Немачка        | 16. септембар 2018. | 6              |
| 3.   | Чешка          | 16. септембар 2018. | 1              |
| 4.   | Литванија      | 17. септембар 2018. | 6              |
| 5.   | Француска      | 30. новембар 2018.  | 8              |
| 6.   | Шпанија        | 2. децембар 2018.   | 11             |
| 7.   | Турска         | 2. децембар 2018.   | 5              |
| 8.   | Италија        | 22. фебруар 2019.   | 9              |
| 9.   | Пољска         | 22. фебруар 2019.   | 2              |
| 10.  | Русија         | 24. фебруар 2019.   | 5              |
| 11.  | Србија         | 24. фебруар 2019.   | 6              |
| 12.  | Црна Гора      | 25. фебруар 2019.   | 1              |

## Формат такмичења
На Светско првенство из Европе ће се пласирати 12 репрезентација.
ФИБИ Европе је додељено 12 група на Квалификацијама за Светско првенство, учествоваће укупно 37 репрезентација из Европе. Квалификације се састоје из следећих фаза:
- Предквалификације: Учествоваће 13 репрезентација које нису учествовале на Евробаскету 2017. године. 8 репрезентација ће се квалификовати у први круг квалификација. Преосталих пет репрезентација су елиминисане из даљег такмичења и пребачене су у прву претквалификациону групу за Евробаскет 2021. године.
- Први круг квалификација: 24 репрезентације које су учествовале на Евробаскет 2017. године, директно су се квалификовале у први круг квалификација за Светско првенство, као и осам екипа које су се из предквалификација квалификовале у први круг квалификација. У првом кругу квалификација образовано је осам група од по 4 репрезентације. Три најбољепласиране репрезентације из сваке од осам група пролазе у други круг квалификација, а најлошије позициониране репрезентације које су завршиле на 4. месту испадају из даљег надметања, и пребачене су у другу претквалификациону групу за Евробаскет 2021. године.
- Други круг квалификација: Најбољих 24 репрезентација из првог круга квалификација биће смештено у четири групе од по шест репрезентација у једној групи, са резултатима пренетим из првог круга квалификација. Прве три најбољепласиране репрезентације из сваке од четири група ће се пласирати на Светско првенство у Кини. Свих 24 репрезентација из другог круга квалификација за Светско првенство ће се пласирати директно у други круг квалификација за Евробаскет 2021. године.

## Предквалификације
24 репрезентације које су квалификовале на Еуробаскет 2017. године, такође су се квалификовале из на Квалификације за Светско првенство 2019. године. Последњих осам екипа ће се квалификовати преко Европских предквалификација за Светско првенство 2019, које су одржане у августу 2017. године.
Да би се утврдило којих осам тимова ће се квалификовати на Квалификације за Светско првенство 2019. године, 13 тимова је учествовало у Европским предквалификацијама подељени у четири групе (једна група од по четири репрезентације, а три групе од по три репрезентације), играло се по двокружном систему (као домаћин и као гост), играло се од 2. до 19. августа 2017. године. Жреб за предквалификациони систем је одржан у Прагу, у Чешкој 10. децембра 2016. године.
Репрезентације које ће учествовати у предквалификацијама су: 
- Словачка
- Холандија
- Естонија
- Шведска
- Аустрија
- Јерменија
- Белорусија
- Албанија
- Португалија
- Република Македонија
- Бугарска
- Босна и Херцеговина
- Косово

### Жреб
Жреб за предквалификације је одржан 10. децембра 2016.
| Репрезентација      | Поз |
| ------------------- | --- |
| Холандија           | 84  |
| Босна и Херцеговина | 53  |
| Естонија            | 84  |
| Белорусија          | —   |

| Репрезентација       | Поз |
| -------------------- | --- |
| Аустрија             | —   |
| Шведска              | 61  |
| Бугарска             | 51  |
| Република Македонија | 34  |

| Репрезентација | Поз |
| -------------- | --- |
| Словачка       | —   |
| Португалија    | 84  |
| Албанија       | —   |
| Косово         | —   |

| Репрезентација | Поз |
| -------------- | --- |
| Јерменија      | —   |

- Сва времена су локална.

### Група А
| Поз. | Репрезентација      | Ут. | Поб. | Пор. | Дат. | При. | Гр. | Бод. |
| ---- | ------------------- | --- | ---- | ---- | ---- | ---- | --- | ---- |
| 1.   | Шведска             | 6   | 4    | 2    | 476  | 447  | +29 | 10   |
| 2.   | Босна и Херцеговина | 6   | 4    | 2    | 502  | 465  | +37 | 10   |
| 3.   | Јерменија           | 6   | 3    | 3    | 470  | 482  | -12 | 9    |
| 4.   | Словачка            | 6   | 1    | 5    | 434  | 488  | -54 | 7    |

- Међусобни скор:  Шведска -  Босна и Херцеговина 2 (+24) : 0 (-24)